# Funaria sovatensis
Funaria sovatensis är en bladmossart som beskrevs av W. P. Schimper och C. Müller 1879. Funaria sovatensis ingår i släktet spåmossor, och familjen Funariaceae. Inga underarter finns listade i Catalogue of Life.